# Andrzej Ajnenkiel
Andrzej Ajnenkiel (ur. 21 lutego 1931 w Warszawie, zm. 10 kwietnia 2015 tamże) – polski historyk, profesor nauk humanistycznych. Specjalista w zakresie historii najnowszej oraz historii państwa i prawa, głównie w zakresie konstytucjonalizmu i parlamentaryzmu.

## Życiorys
W 1949 zdał maturę w Liceum im. Tadeusza Reytana w Warszawie. Wcześniej, w lutym 1945 roku, wstąpił do harcerstwa, przez które trafił we wrześniu 1945 roku do oddziału Narodowych Sił Zbrojnych w Podkowie Leśnej. W okresie studiów za udział w podziemnej działalności niepodległościowej tej organizacji był aresztowany i poddany represjom. W latach 1949–1954 studiował na Wydziale Prawa Uniwersytetu Warszawskiego. Po ukończeniu nauki pracował początkowo w Archiwum Akt Nowych w Warszawie. 
Od 1979 był profesorem Instytutu Historii Polskiej Akademii Nauk w Warszawie (w 1991 został profesorem zwyczajnym). W latach 1987–1988 pełnił funkcję prezesa warszawskiego Towarzystwa Miłośników Historii, a w latach 1988–1991 prezesa Polskiego Towarzystwa Historycznego. W latach 1990–1993 był ekspertem Senatu RP i Prezydenta RP w pracach nad przygotowaniem Konstytucji RP. W 1990 wchodził w skład tzn. Komisji Michnika. W latach 1993–2001 był dyrektorem Wojskowego Instytutu Historycznego, a po przekształceniach organizacyjnych – dyrektorem Wojskowego Biura Badań Historycznych (do 31 października 2002). Był wykładowcą Uczelni Łazarskiego. Kierował Katedrą Historii Prawa na tejże uczelni.
W latach 1959–1981 był członkiem PZPR. Pełnił funkcję I sekretarza POP PZPR w Instytucie Historii PAN.

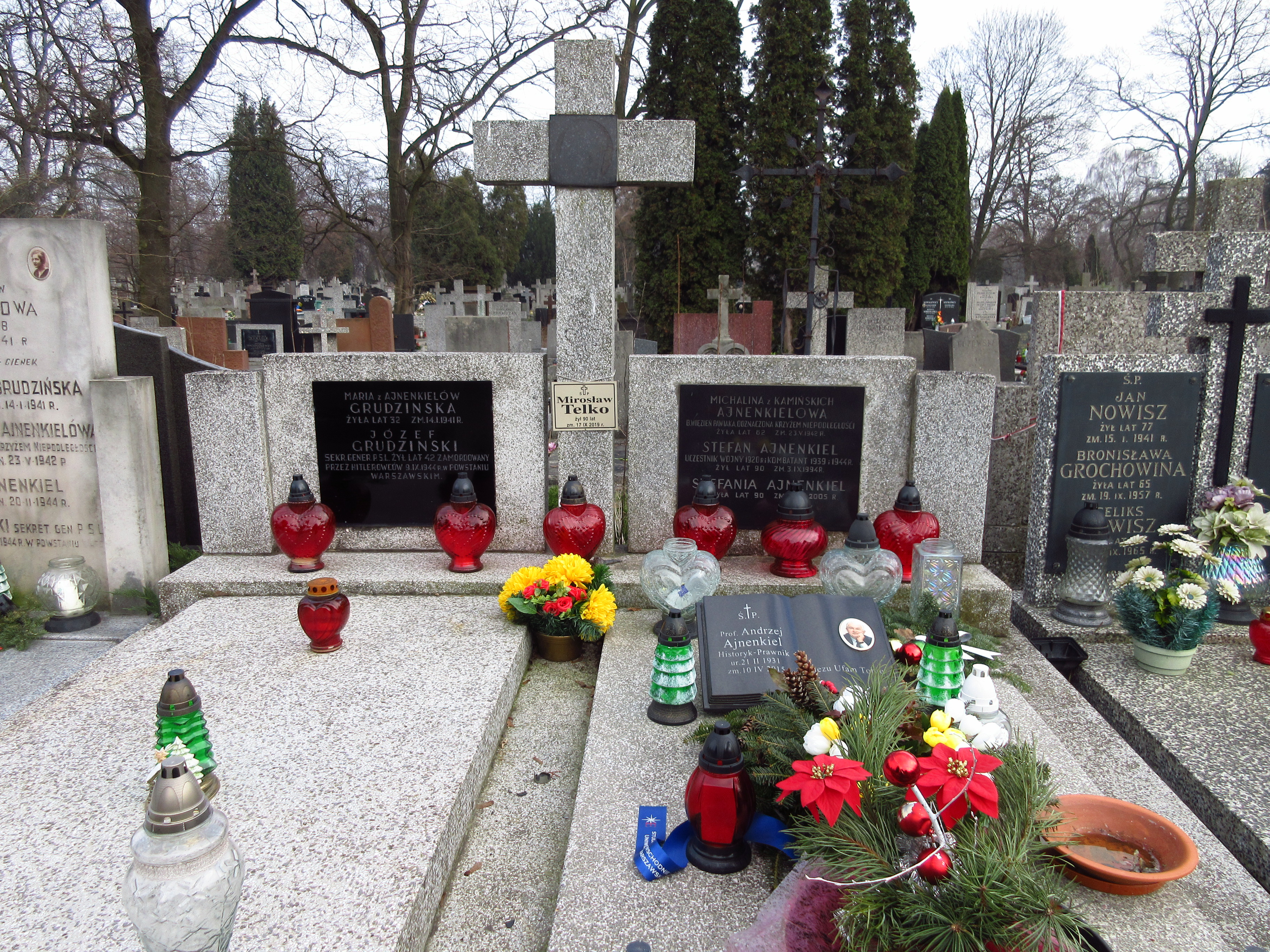
Grób Andrzeja Ajnenkiela na cmentarzu Bródnowskim

Był członkiem rad redakcyjnych m.in.: Polskiego słownika biograficznego, „Przeglądu Historyczno-Wojskowego”, „Przeglądu Wschodniego” i „Czasopisma Prawno-Historycznego”.
W 1993 bez powodzenia ubiegał się o mandat senatora z ramienia BBWR w województwie stołecznym.
Kanclerz Kapituły Orderu Odrodzenia Polski od 21 czerwca 1993 do 2008 (trzy kadencje).

## Życie prywatne
Syn Stefana i Janiny z domu Rogo, która zmarła, gdy Andrzej miał 3 lata.
Dwukrotnie żonaty, ojciec trojga dzieci. Spoczywa na cmentarzu Bródnowskim w Warszawie (kwatera 64C-4-20/21).

## Ordery i odznaczenia
- Krzyż Komandorski Orderu Odrodzenia Polski – 1999[9]
- Krzyż Kawalerski Orderu Odrodzenia Polski[10]

## Publikacje
W swoim dorobku miał ponad 400 prac, w tym kilkanaście książek, m.in.:
- Od rządów ludowych do przewrotu majowego Zarys dziejów politycznych Polski 1918–1926. Warszawa: Wiedza Powszechna, 1968.
- Spór o model parlamentaryzmu polskiego do 1926 roku. Warszawa: KiW, 1972.
- Parlamentaryzm II Rzeczypospolitej, tom 285 serii wydawniczej Omega, Warszawa 1975.
- Polska po przewrocie majowym: Zarys dziejów politycznych Polski 1926–1939. Warszawa: Wiedza Powszechna, 1977.
- Historia sejmu polskiego (tom 2, część 1–2, 1989). Warszawa: PWN, 1989.
- Konstytucje Polski 1791–1997. Warszawa: Rytm, 2001, ISBN 83-88794-41-8.